# Nash Special Six
La Special Six è un'autovettura prodotta dalla Nash Motors dal 1925 al 1929. Era, sostanzialmente la versione più economica della Advanced Six. Sostituì la Four.

## Storia
Il modello aveva installato un motore a sei cilindri in linea da 3.392 cm³ di cilindrata avente un alesaggio di 79,4 mm e una corsa di 114,3 mm, che erogava 46 CV di potenza. La frizione era monodisco a secco, mentre il cambio era a tre rapporti. La trazione era posteriore. I freni erano meccanici sulle quattro ruote. Nel 1926 la potenza del motore crebbe a 47 CV. L'anno successivo la cilindrata e la potenza del motore aumentarono, rispettivamente, a 3.671 cm³ e 52 CV.
Il telaio aveva un passo di 2.858 mm. La Special Six era disponibile in versione berlina due e quattro porte, turismo quattro porte e roadster due porte. Nel 1929 il modello fu oggetto di un facelift, nell'occasione del quale il passo fu aumentato a 3.099 mm. Fu anche aggiornato il motore. Il propulsore ora infatti erogava 65 CV.
Il modello venne sostituito nel 1930 dalla Single Six. Già l'anno precedente, la Nash aveva lanciato sui mercati la Standard Six, ovvero la sua versione più piccola.